# وينسلو كوربيت
وينسلو كوربيت (بالإنجليزية: Winslow Corbett)‏ هي ممثلة أمريكية، ولدت في 1979 في بورتلاند في الولايات المتحدة.

## وصلات خارجية
- وينسلو كوربيت على موقع IMDb (الإنجليزية)
- وينسلو كوربيت على موقع قاعدة بيانات الفيلم (الإنجليزية)